# Joseph Black
Joseph Black (Bordeus, 16 d'abril de 1728 - Edimburg, 10 de novembre o 6 de desembre de 1799), fou un físic i químic escocès. Va descobrir i fer recerca sobre el magnesi, la calor latent, la capacitat tèrmica i del diòxid de carboni. Va ser també professor d'anatomia i química a les universitats de Glasgow i Edimburg.
Fills de comerciants de vi, els Black eren 12 germans i germanes. Estudià a les universitats de Glasgow i d'Edimburg. Durant els seus estudis va fer una tesi doctoral sobre el tractament de la litiasi renal amb carbonat de magnesi. També va desenvolupar la balança analítica, un tipus de balança molt més acurada que les de l'època que va esdevenir molt popular en els laboratoris.
Black estudià les propietats d'un gas produït en diverses reaccions. Va descobrir que la pedra calcària (carbonat de calci) es podia escalfar o tractar amb àcids per produir un gas que va anomenar "aire fix". Va observar que aquest aire era més dens que l'aire i que no permetia la vida animal ni les flames.
El 1761, Black va deduir que l'aplicació de calor a gel al seu punt de fusió no causava una fusió immediata, sinó que el gel absorbia certa quantitat de calor sense augmentar la seva temperatura. A més, Black va observar que l'aplicació de calor a l'aigua bullent no s'evaporava immediatament, sinó que la calor havia de tenir una certa combinació amb les partícules de gel i d'aigua i esdevenia l'anomenada calor latent. Aquest descobriment va marcar l'inici de la termodinàmica. També va mostrar que substàncies diferents tenen calors específiques diferents. Aquesta teoria fou una de les contribucions més importants que va fer, no només pel desenvolupament de la ciència abstracta, sinó que també va ser important per la invenció del motor de vapor.
El 1766 va deixar la recerca per dedicar-se a l'ensenyament. Va tenir molt èxit en les seves classes durant els 30 anys que va ensenyar. Les seves classes magistrals van ajudar a popularitzar la química. Va morir el 1799 a casa seva als 71 anys. L'any 2011 es va descobrir equipament científic enterrat a la Universitat d'Edimburg que es creu que era de Black.